# Slepeč
Přírodní památka Slepeč byla vyhlášena v roce 1984 a nachází se u obce Kochánky. Důvodem ochrany je dubohabrový les s výskytem chráněných rostlinných druhů.

## Popis oblasti
Hlavním důvodem ochrany je výskyt v Pojizeří jediné zachované populace střevíčníku pantoflíčku (Cypripedium calceolus) a dalších teplomilných rostlin. Z vzácných a chráněných rostlin se v oblasti vyskytuje např. okrotice bílá (Cephalanthera damasonium), vemeník dvoulistý (Platanthera bifolia), plamének přímý (Clematis recta) a jiné. Z hub zde byla nalezena velmi vzácná náramkovitka žlutozelená (Floccularia straminea). Z nejvýznamnějších druhů hmyzu průzkum prokázal střevlíky (Carabus arcensis) a (Carabus glabratus), zlatohlávka (Potosia aeruginosa), tesaříka (Lioderus collari) a roháče obecného (Lucanus cervus).